# Dimebag Darrell

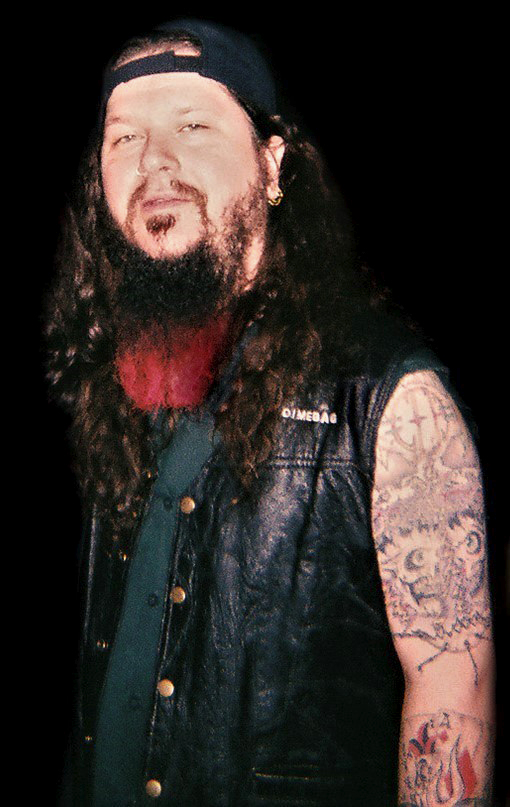
Dimebag Darrell

Dimebag Darrell (* 20. August 1966 in Dallas, Texas; † 8. Dezember 2004 in Columbus, Ohio; bürgerlich Darrell Lance Abbott, bis 1992 bekannt als Diamond Darrell) war ein US-amerikanischer Gitarrist. Er wurde als Mitglied der Groove-Metal-Band Pantera bekannt, bei der sein Bruder Vinnie Paul am Schlagzeug mitspielte, und war der Sohn des Country-Produzenten und Komponisten Jerry Abbott. Er gilt als einer der größten Metal-Gitarristen aller Zeiten.

## Leben
Dimebag Darrell spielte zunächst Schlagzeug, wechselte aber bald zur E-Gitarre. Seine Vorbilder waren Gitarristen wie Ace Frehley, Tony Iommi und Eddie Van Halen, auch war er Anhänger von deutschen Metal-Bands wie zum Beispiel Accept.
Als Jugendlicher übte er meist mehrere Stunden täglich an seinem Instrument und gewann im Laufe der Zeit eine Vielzahl lokaler Talentwettbewerbe, von denen er schließlich ausgeschlossen wurde, um auch anderen Nachwuchsmusikern eine Chance zu geben.
In den achtziger Jahren gab sich Darrell selbst den Namen Dimebag, der auf die kleinsten Tütchen, die es bei Drogendealern zu kaufen gibt, anspielt.
Bekannt wurde Dimebag Darrell (bis 1994 auch Diamond Darrell) als Gründungsmitglied der Neo-Thrash-Metal-Band Pantera. Nach der Veröffentlichung des 1988er Albums Power Metal versuchte Megadeth, Darell als Gitarristen zu gewinnen, doch er lehnte ab, da er nur zusammen mit seinem Bruder Vinnie als Drummer das Angebot annehmen wollte.
Dimebag Darrell konnte mit Pantera auf über zehn Millionen verkaufte Tonträger von 1983 bis 2000 und vier Grammy-Nominierungen zurückblicken. 1996 prangerte er in einem Interview an, dass es im Musikgeschäft immer mehr auf Show als auf das wirkliche technische Können ankomme.
Nach der Auflösung von Pantera im Jahre 2003 war Dimebag Darrell in der von ihm und seinem Bruder Vinnie Paul gegründeten Band Damageplan aktiv.
Darrell starb am 8. Dezember 2004 bei einem Konzert von Damageplan im „Alrosa Villa Club“ in Columbus, nachdem Nathan Gale aus Marysville, Ohio, mindestens vier Schüsse auf den Gitarristen abgegeben hatte. Der Amokläufer feuerte weiter ziellos um sich und traf weitere Anwesende. Erst ein tödlicher Schuss aus der Waffe eines eintreffenden Polizisten konnte Gale aufhalten. Insgesamt waren vier Todesopfer zu beklagen, zwei weitere Menschen wurden schwer verletzt in ein Krankenhaus eingeliefert. Dimebag Darrell wurde auf dem „Moore Memorial Gardens“-Friedhof im texanischen Arlington in einem von der Rockband Kiss gestalteten Sarg beigesetzt (the Kiss Kasket). Eddie van Halen legte seine zweite Frankenstrat-Gitarre als Beigabe mit in das Grab.
Posthum erschien 2006 mit Rebel Meets Rebel ein Album, welches das Ergebnis einer früheren Zusammenarbeit von Dimebag Darrell und weiteren ehemaligen Pantera-Musikern mit David Allan Coe, einem Outlaw-Country-Musiker, ist.
Betrayed von Avenged Sevenfold handelt vom Tod Darrells und ist diesem gewidmet. Nickelback veröffentlichte 2007 die Single Side of a Bullet, die von der Ermordung Dimebag Darrells handelt. Black Label Society widmeten ihr Lied In This River Dimebag Darrell. Auf dem Album The Blackening von Machine Head findet sich mit dem Stück Aesthetics of Hate eine Entgegnung auf William Grim; dieser hatte Dimebag Darrell zuvor in einem Artikel in verschiedenster Weise massiv angegriffen. Blaze Bayley widmet Darrell das Lied Dimebag. EyeHateGod widmeten Darrell das 2005 erschienene Kompilationsalbum Preaching the “End-Time” Message.
Der Rolling Stone führt Dimebag Darrell auf Platz 92 seiner Liste der 100 besten Gitarristen und erklärt: „Einer der führenden Köpfe des Modern Metal“. Referenziert werden die Stücke Floods, Cemetery Gates sowie Mouth for War.